# Allosio
L'allosio è un composto chimico di formula C6H12O6.

## Caratteristiche strutturali e fisiche
Solubile in acqua, è invece insolubile in metanolo. Esiste sia nella conformazione destrogira che levogira. Il D-allosio è un epimero C-3 del D-glucosio e un isomero aldoso-chetoso del D-allulosio. Il D-allosio ha una sezione d'urto pari a 143,1 Å² [M+Na]+.
| N. di atomi pesanti                  | 12             |
| N. di accettori di legami a idrogeno | 6              |
| N. di donatori di legami a idrogeno  | 5              |
| Massa monoisotopica                  | 180,06338810 u |

| Caratteristica              | D-allosio                               | L-allosio        |
| --------------------------- | --------------------------------------- | ---------------- |
| N. di elementi stereogenici | 5 (4 identificati e 1 non identificato) | 4 (identificati) |
| N. di legami ruotabili      | 1                                       | 5                |
| Superficie polare           | 110 Å²                                  | 118 Å²           |
| LogPow                      | -2,6                                    | -2,9             |

## Biochimica
Biologicamente, il D-allosio può essere sintetizzato dal D-glucosio attraverso un percorso enzimatico catalizzato in tre fasi. Nella prima reazione, il D-glucosio viene convertito in D-fruttosio tramite l'isomerasi del D-glucosio. La seconda reazione, la conversione del D-fruttosio in D-allulosio, può essere catalizzata dalla D-tagatose 3-epimerasi o dalla D-allulosio 3-epimerasi.
Il D-allosio viene prodotto nella fase finale dalla conversione del D-allulosio tramite:
- l'isomerasi L-ramnosio da Clostridium stercorarium,[8] Thermobacillus composti,[9] Bacillus subtilis[10] o Pseudomonas sp.;[11]
- tramite l'isomerasi ribosio-5-fosfato da Clostridium thermocellum[12] o Thermotoga lettingae;[13]
- l'isomerasi galattosio-6-fosfato da Lactococcus lactis.[14]

Si è scoperto che E. coli può produrre D-allosio da D-glucosio utilizzando solo i suoi enzimi nativi:
{\displaystyle {\ce {d-fruttosio ->[{epimerasi}] d-psicosio ->[{isomerasi}] d-allosio}}}
Dove nella prima reazione la variazione di energia libera standard a pH 7 è pari a 5,0 ± 3,4 kJ/mol, mentre nella seconda è pari a -2,6 ± 2,6 kJ/mol. Nel percorso del D-allosio, il D-fruttosio-6-fosfato (F6P) viene epimerizzato in D-psicosio-6-fosfato (P6P) tramite la D-allulosio-6-fosfato 3-epimerasi (AlsE). Il P6P prodotto viene ulteriormente isomerizzato in D-allosio-6-fosfato (A6P) dalla D-allosio-6-fosfato isomerasi/D-ribosio-5-fosfato isomerasi B (RpiB), che può essere poi de-fosforilato in D-allosio da una fosfatasi:
{\displaystyle {\ce {D-fruttosio-6-fosfato ->[epimerasi] D-psicosio-6-fosfato ->[isomerasi] D-allosio-6-fosfato ->[fosfatasi] D_-allosio}}}
Nella prima reazione ΔG'm è pari a 7,0 ± 2,7 kJ/mol, nella seconda ΔG'm è pari a 2,0 ± 0,9 kJ/mol, nella terza ΔG'm è pari a -35,7 ± 3,6 kJ/mol. La produzione di D-allosio può essere migliorata aumentando l'espressione dei geni del percorso del D-allosio e rimuovendo percorsi concorrenti, tra cui il percorso dei pentosi fosfati, la biosintesi del glicogeno, la glicolisi, il percorso di biosintesi del D-mannosio, il percorso di biosintesi del D-psicosio e i percorsi di recupero del D-allosio.
Per migliorare ulteriormente la produzione di D-allosio, è possibile modulato l'espressione dei geni chiave del percorso utilizzando un promotore della fase stazionaria senza induttore e modulando il design dell'operone del percorso, mentre l'assorbimento di D-glucosio viene migliorato utilizzando il simportatore protonico del galattosio (GalP) e la glucochinasi (Glk).
Recentemente, è stato riportato un metodo di reazione "one-pot" che ha prodotto con successo D-allosio dal D-fruttosio utilizzando la D-allulosio 3-epimerasi da Flavonifractor plautii e l'isomerasi ribosio-5-fosfato da C. thermocellum.

## Sintesi del composto
Uno studio ha dimostrato che è possibile sintetizzare il D-allosio partendo da D-allulosio utilizzando un reattore a letto fisso con isomerasi del glucosio. Le condizioni ottimali per la produzione del composto risultano essere pH 8 e 60°C con 500g/l di D-allulosio come substrato a un tasso di diluizione di 0,24/h che permettono di avere una resa del 30%.

## Reattività e caratteristiche chimiche

### Spettri analitici D-allosio
- spettro 1H NMR[18]
- spettro 13C NMR[19]
- spettro GC-MS[20]
- spettro LC-MS[20]

## Applicazioni
È stato dimostrato che il D-allosio:
- presenta l'80% della dolcezza del saccarosio pur essendo notevolmente basso in calorie e atossico, rendendolo un sostituto interessante del saccarosio;[21]
- è in grado di ridurre l'assorbimento di glucosio nelle cellule tumorali;[22]
- agire sull'ipertensione;
- agisce come immunosoppressore per la sopravvivenza agli allotrapianti;
- possiede proprietà antiossidanti e antinfiammatorie che potrebbero essere applicate a scopi clinici per ridurre i danni da ischemia-riperfusione,[23] in particolare a livello cerebrale;[24]
- in quanto zucchero riducente, possiede proprietà alimentari favorevoli, come la capacità di partecipare alle reazioni di imbrunimento di Maillard,[25] tali reazioni, portate avanti con l'α-lattoalbumina, avvengono infatti a una velocità di reazione più rapida con il D-allosio rispetto al D-fruttosio o al D-glucosio;[26]
- presenta anche effetti crioprotettivi, che possono trovare applicazione in medicina e nella conservazione degli alimenti surgelati.[27]